# Agonia no Jardim (El Greco, Andújar)
Agonia no Jardim é uma pintura a óleo sobre tela de 1597-1607 de El Greco. Está agora na Igreja de Santa María la Mayor em Andújar.
O pintor muitas vezes voltava a este tema da Agonia no Jardim. No topo da obra estão Jesus Cristo e um anjo, com os apóstolos São Pedro, São João e São Tiago dormindo no fundo. Judas Iscariotes se aproxima no fundo direito.
O episódio é mais conhecido em Língua Portuguesa como Agonia no Getsêmani e se refere a um evento na Vida de Jesus que ocorreu entre a Última Ceia e a sua prisão A luta de Jesus (em grego: agonia), orando e se submetendo a Deus antes de aceitar seu sacrifício, no Getsêmani, também denota um estado de espírito atualmente chamado de agonia.
.